# Zwartvinanemoonvis
De zwartvinanemoonvis (Amphiprion nigripes) is een  straalvinnige vissensoort uit de familie van rifbaarzen of koraaljuffertjes (Pomacentridae). De wetenschappelijke naam van de soort is voor het eerst geldig gepubliceerd in 1908 door Charles Tate Regan. De soort werd aangetroffen in de Maldiven tijdens de Percy Sladen Trust Expedition naar de Indische Oceaan in 1905.